# Белогорское городское поселение
Белого́рское городско́е поселе́ние — муниципальное образование в Тисульском районе Кемеровской области. Административный центр — посёлок городского типа Белогорск.

## История
Белогорское городское поселение образовано 17 декабря 2004 года в соответствии с Законом Кемеровской области № 104-ОЗ.
Упразднено с 15 ноября 2020 года в связи с преобразованием Тисульского района в муниципальный округ.

## Население
| 2009  | 2010  | 2011  | 2012  | 2013  | 2014  | 2015  | 2016  | 2017  |
| ----- | ----- | ----- | ----- | ----- | ----- | ----- | ----- | ----- |
| 3289  | ↘3278 | ↘3260 | ↘3120 | ↘3016 | ↘2898 | ↘2818 | ↘2755 | ↘2713 |
| 2018  | 2019  | 2020  |       |       |       |       |       |       |
| ↘2664 | ↘2593 | ↘2576 |       |       |       |       |       |       |

## Состав городского поселения
| № | Населённый пункт | Тип населённого пункта      | Население |
| - | ---------------- | --------------------------- | --------- |
| 1 | Белогорск        | пгт, административный центр | ↘2287     |

6 января 1969 года присвоены наименования вновь возникшим населённым пунктам, административно подчинённым Белогорскому поссовету, — посёлки Кия-Шалтырь и Саланга.
24 апреля 1972 года включён в черту рабочего посёлка — посёлок Старый Шалтырь, а посёлок Кия-Шалтырь упразднён и исключён из учётных данных.
17 мая 1978 года исключён из учётных списков посёлок Саланга.